# Dead Space: Extraction
Dead Space: Extraction est un jeu vidéo de type Rail Shooter - survival horror, sorti en septembre 2009 sur Wii, et en janvier 2011 sur PlayStation 3.

## Trame

### Personnages
- Nathan McNeill : Détective sur Aegis VII . Autre soldat de la guerre des ressources, McNeill a intégré l'unité d'investigation de la CEC . Il travaille actuellement sur Aegis VII.
- Gabriel Weller : Sergent de sécurité de l'Ishimura. Weller est vétéran de la guerre des ressources. Il visite la colonie minière d'Aegis VII sur l'ordre spéciale de la CEC.
- Lexine Murdoch : Géomètre niveau 2. Fille d'un ingénieur travaillant dans les immenses conduits de la colonie minière. Est aussi la fiancée de Sam Caldwell.
- Warren Eckhardt : Directeur exécutif de la CEC. Affecté sur l'Ishimura en vue d'établir de nouvelles procédures sur le vaisseau et la colonie.
- Sam Caldwell : Est le fiancé de Lexine Murdoch . Il tue ses coéquipiers qui ont perdu la raison au début du jeu.

### Scénario
Au cœur d'une colonie minière, située sur la lointaine planète Aegis VII, un virus se répand tandis que les colons luttent désespérément pour leur vie.
L’histoire de Dead Space Extraction place le joueur dans un prologue à Dead Space, se déroulant quelques semaines avant l’aventure d’Isaac Clarke. Une réplique du monolithe extraterrestre a été trouvée sur Aegis VII, une planète minière. Mais au moment de le déplacer pour le transférer, une vive lumière apparaît et change le visage de l’astre à jamais. L’ambiance est devenue oppressante et après une rapide patrouille, Sam Caldwell se voit contraint de tuer ses coéquipiers qui ont perdu la raison. Par la suite, le joueur prend le contrôle du détective Nathan McNeill, lui aussi sur la base.
Une fois la propagation du virus ayant atteint la base à grande échelle, McNeil tente de quitter la planète avec Gabriel Wellerun, soldat envoyé peu avant le début de l'infection par l'Ishimura (vaisseau en orbite autour de la planète, appartenant à la compagnie), Lexine Murdoch, la fiancée de Sam Caldwell, et Warren Eckhardt, un exécutif de la compagnie. Tous les quatre tenteront de rejoindre la base de l'Ishimura, afin d'échapper aux monstres qui peuplent désormais la base et à la folie qui s'empare petit à petit de chacun d'eux.

## Système de jeu
Contrairement au premier opus, Dead Space: Extraction propose une vue à la première personne ainsi qu'un mode multijoueur. Le joueur vise avec la Wiimote, ou avec la DualShock 3, tire avec B ou R1. La touche A ou X sert à récupérer des objets dans le décor, la touche Z ou Carré sert à recharger (le joueur doit appuyer une seconde fois sur le bouton selon un tempo précis pour recharger plus rapidement), tandis que la touche C ou O permet d'utiliser la stase (qui ralentit les ennemis, ou certains éléments du décor).
La détection de mouvement est également utilisée pour allumer la torche du personnage (seulement dans certaines zones) en secouant la Wiimote, ou en donnant des coups au corps à corps en secouant le nunchuk ou la DualShock 3

## Développement
Alors qu'une conférence de presse organisée le 4 février 2009 par Electronic Arts laissait supposer que Dead Space serait adapté sur Wii, l'éditeur américain a finalement annoncé quelques jours plus tard que la console de Nintendo accueillerait un tout nouvel épisode, dont l'action se déroule peu avant les événements du premier opus.
Selon les développeurs du jeu, le premier Dead Space ayant laissé de nombreux points inexpliqués, ces derniers sont mis à contribution dans le scénario de Extraction.
Lors de la conférence Sony de l'E3 2010, EA confirme l'arrivée du jeu sur PlayStation 3 compatible avec le PlayStation Move, et assorti de graphismes HD. Il est distribué à travers l'édition limitée de Dead Space 2, ainsi qu'à travers le PlayStation Network en 2011. Il est jouable à la fois au PS Move et à la manette DualShock 3.